# Conrad Biermann von Ehrenschild
Conrad Biermann von Ehrenschild, född 1629, död 1698, var en tysk-dansk politiker.
Ehrenschild föddes i Baden-Durlach. Han kom med den franske diplomaten Hugues de Terlon till Danmark och gick 1661 i dansk tjänst. Ehrenschild visade sig snart som en insiktsfull ämbetsman och en skicklig underhandlare och användes framför allt i diplomatiska värv. Under Peder Schumacher Griffenfelds tid slöt han sig nära till denne men övergav honom vid hans fall och steg allt högre i kungens gunst. Under skånska kriget följde han Kristian V och var en av fredsförhandlarna 1679. År 1677 blev han statsråd och 1681 adlad. Ehrenschild var under den följande tiden främst verksam för att nå en för Danmark fördelaktig lösning av den holstein-gottorpska frågan.